# 东明路 (上海)
东明路是中国上海市浦东新区的一条干道，南北走向，北起东方路接临沂路，南至上南路，全长7.7公里。

## 交会道路（北向南）
- 东方路

白连泾
- 高科西路
- 齐河路
- 昌里东路
- 成山路

川杨河
- 杨思路
- 板泉路
- 海阳路
- 高青路
- 杨南路
- 联明路
- 华夏西路
- 尚博路
- 三林路
- 安盛街
- 永泰路
- 泰环路
- 环林西路、环林东路
- 外环高速（S20）
- 林鸣路
- 上南路